# Joystick de borne d'arcade
Pour les articles homonymes, voir Joystick.
Un joystick de borne d'arcade est un périphérique informatique dont le but est de permettre à un joueur de jeu vidéo qui le manipule de diriger un ou plusieurs éléments à l'écran. Il comporte bien plus de spécificités que le joystick classique ou que le joystick industriel. Ce matériel est généralement axé sur sa robustesse, produit sous l'hypothèse qu'il sera utilisé dans des établissements commerciaux, comme dans les salles d'arcade ou les cafés, où il risque d'être brutalement ou grossièrement utilisé. La durabilité du joystick est l'une des caractéristiques distinctives des « authentiques » pièces détachées d'arcade, en comparaison avec les nombreuses imitations conçues à faible coût pour un usage privé à la maison. Cependant, certaines entreprises fabriquent du matériel de qualité destiné aux salles d'arcade, dans le but d'offrir à l'utilisateur de la précision. Ce matériel de qualité est également intégré dans les contrôleurs d'arcade pour la maison. Le joystick est un dispositif de contrôle majeur de l'arcade, qui a été utilisé depuis le début de l'expansion de ce secteur. Il a évolué sur tous les plans, au niveau de l'ergonomie, de la technique (qualité des pièces), des choix du gameplay (un ou deux joystick), ainsi qu'au niveau du type (joystick simple ou japonais, rotary joystick, joystick 2, 4 ou 8 directions, joystick analogique).

## Description
Le joystick est le contrôleur de jeu emblématique et principal du secteur arcade. Bien que la chute de ce secteur ait amené les constructeurs à diversifier l'expérience de jeu en créant des bornes immersives non conventionnelles dotées de contrôleurs divers, le joystick reste l'instrument de commande le plus répandu.
Le joystick est un périphérique d'entrée numérique en forme de manche que le joueur manipule en le déplaçant dans plusieurs directions. Il est censé enregistrer le mouvement qui lui est appliqué en fonction de l'amplitude du mouvement effectué par le joueur.
Un joystick en arcade peut comporter plus ou moins de directions. Les premiers jeux d'arcade dans les années 1970 et 1980 étaient des joysticks 4 directions (4 way joystick en anglais) : le jeu permettait seulement un déplacement selon quatre axes de direction. Les joysticks les plus répandus sont les joysticks 8 directions, ils permettent les quatre directions cardinales ainsi que les diagonales. Par ailleurs, certains comportent seulement deux directions.
Les joysticks analogiques sont bien présents en arcade notamment pour le pilotage de véhicules en tous genres, les simulations de vol où l'assiette du véhicule peut être modifiée… Il existe notamment des versions 49 directions par exemple qui permettent des mouvements plus fins. Les jeux d'arcade sont prévus pour permettre un certain nombre de directions, parfois 2 directions, soit 4, soit 8, l'utilisation d'un joystick permettant plus de directions peut être problématique et troubler l'expérience de jeu. Il convient d'adapter le joystick aux choix effectués par les développeurs. Il existe cependant des guides qui permettent de restreindre les capacités de mouvements des joysticks les limitant par exemple de 8 mouvements à 4 mouvements.
Il existe également un joystick appelé rotary joystick qui permet une utilisation classique du manche à balai, mais dont le pommeau, en tournant sur lui-même, fait tourner l'élément (personnage, véhicule…) que le joueur dirige durant le jeu.
Dès le début de l'âge d'or des jeux d'arcade, certains jeux vidéo, ou électromécaniques ont utilisé un double joystick pour déplacer le sprite comme par exemple Battlezone ou Robotron: 2084. Deux joysticks doivent être utilisés de concert pour jouer.

## Les deux principaux styles
Plusieurs écoles existent : le style américain et le style japonais. Les différences sont très marquées, le premier offre de la résistance au détriment de la précision offerte par le second. La hauteur diffère ainsi que la forme et ces caractéristiques influent sur le rendu de ce périphérique. Bien que le joystick américain soit plus grand que le japonais, il existe également des mini-joysticks ou des joysticks de tailles très différentes.

### Joystick américain
Celui-ci comporte un axe avec un pommeau en forme de poire appelé Bat-top (de batte de baseball), plus grand que le japonais. Ce joystick est destiné a tous types de jeux et réglable selon 2 / 4 / 8 directions possibles. Les joystick arcade de type américain sont très recherchés pour des restaurations de bornes européennes et américaines. Le rendu brut correspond tout à fait au style arcade où l'immédiateté de l'expérience de jeu et de la prise en main est le but recherché.

### Joystick japonais
Le second comporte une boule au bout de la tige. La précision des mouvements est plus importante (source?), ce qui est recherché pour jouer à des jeux de combat et placer des coups spéciaux ou jouer à des shoot them up du genre manic shooter. La technologie utilisée est également de bien meilleure facture que celle des joysticks américains, comme notamment ceux fabriqués par Sanwa ou Seimitsu, des entreprises réputées pour la qualité de leurs joysticks.
Depuis le déclin de l'arcade dans le monde occidental, la production américaine a considérablement été amenuisée. Les pures productions américaines sont beaucoup moins fréquentes qu’auparavant et il n'est pas rare de trouver des bornes d'arcade japonaises (joysticks et boutons de style japonais) en Occident, d'autant plus que les bornes récentes, proposant des jeux en haute définition (HD), sont assez chères à produire.

## Rotary joystick

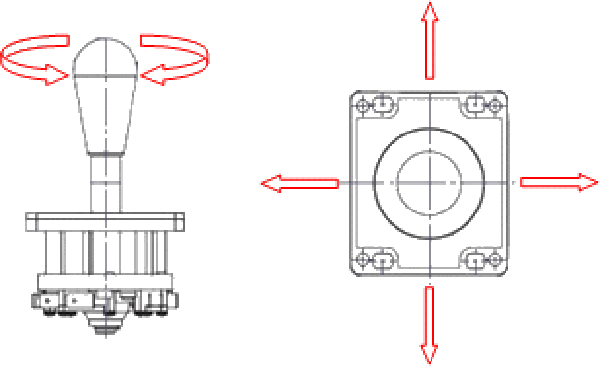
Principe de fonctionnement du rotary joystick :
À gauche, le pommeau du joystick tourne sur lui-même ;
À droite, il fonctionne et garde les directions classiques.

Un rotary joystick est un levier de commande qui fonctionne comme un joystick classique (quatre ou huit directions…), et que l'on peut faire pivoter sur lui-même. 
Les directions permettent de déplacer le personnage, l'objet, le véhicule sur l'écran et en tournant le joystick, le sprite pivote sur lui-même à l'écran quand le joystick est tourné. Cela ressemble plus ou moins au mélange d'un joystick et d'un Paddle (dial ou spinner), c'est un joystick analogique. Le rotary joystick est fou en rotation à 360°, mais à l'opposé du spinner qui est libre, il possède plusieurs crans, c'est-à-dire 12 positions par exemple, pour un joystick 8 directions,. Plusieurs jeux, comme Ikari Warriors, utilisent ce système de levier de commande (toutes entreprises confondues), mais ce type de contrôle a quand même été principalement utilisé par SNK et Data East.

## Stick arcade
Un stick arcade, ou joystick arcade, ou contrôleur d'arcade (l'anglicisme arcade tankstick est également utilisé sur Internet), est un ensemble de périphériques d'entrée conçu principalement pour une utilisation à domicile. Il recrée le panneau de contrôle initialement utilisé exclusivement sur une borne d'arcade. Un stick arcade typique se compose d'un joystick et d'un certain nombre de boutons disposés sur une sorte de boite en bois ou en plastique que l'on branche sur un système de jeux vidéo (console ou PC). Il existe néanmoins des joysticks arcade avec des configurations moins courantes comprenant des dispositifs tels que des trackballs ou des volants. Il existe un grand nombre de manettes de jeu pour console ou PC qui proposent une prise en main arcade (comme le NES Advantage). Ces périphériques reproduisent, à la maison, le panneau de contrôle d'une borne d'arcade avec un jeu de boutons et un, voire deux joysticks et un deuxième jeu de boutons. Le stick arcade est néanmoins utilisé avec des jeux d'arcade mais à la maison, utilisé en conjonction à un supergun branché sur une télévision ou à un système d'arcade consolidé.
Par ailleurs, dès 1990, SNK a commercialisé sa console Neo-Geo AES, techniquement identique à son système d'arcade Neo-Geo MVS, dont la ludothèque était également composée des mêmes jeux que celle du MVS. SNK n'a créé pour cette console qu'un seul type de manette, un stick arcade et aucune manette classique pour cette console. Le robuste joystick AES de SNK a été considéré par beaucoup comme le meilleur joystick arcade jamais créé pour une console 2D à l'époque.[citation nécessaire] La société Exar a récemment proposé une réédition révisée avec des boutons supplémentaires, appelé « Neo Geo Stick 2 » (ainsi que les versions « 2+ » et « 3 » ) pour PlayStation et PlayStation 2 au Japon en 2005, pour Wii en 2008, PlayStation 3 en 2009 et le « Neo Geo Pad USB » en 2010,,,,.
Avant les années 2000, il était généralement admis que la plupart des consoles à domicile n'étaient pas assez puissantes pour reproduire fidèlement les jeux d'arcade. Partant de ce postulat, peu d'efforts étaient faits pour créer des sticks arcade de qualité pour la maison (utilisation sur console ou PC). Bien que de nombreux contrôleurs d'arcade ait été produits pour différentes consoles et PC, la plupart l'ont été pour l'accessibilité de la prise en main des commandes et peu ont été en mesure d'offrir la réactivité ou la sensation identique à celle de l'arcade.
Dans les années 2000, surtout en dehors du Japon, la fréquentation des salles d'arcade a diminué et plus de joueurs ont migré vers les consoles de salon de plus en plus puissantes. En 1994, le Neo-Geo CD est la première console CD à proposer les jeux d'arcade sur un système de jeu vidéo pour la maison en version améliorée notamment au niveau des musiques qui sont rendues en qualité CD, les jeux sont cependant similaires aux versions AES et MVS. La console était disponible avec un joystick arcade D-pad hybride, mais également compatible avec le stick arcade AES de SNK. Alors que le Neo-Geo CD a seulement pu proposer des jeux en 2D, la Dreamcast, en 1998, a été la première console à offrir à la fois des jeux 3D et des portages de l'arcade quasi parfaits, surtout grâce à la similitude de son matériel avec le système d'arcade NAOMI de Sega.[citation nécessaire]
L'intérêt pour cette expérience « arcade » à la maison a augmenté régulièrement tout au long de la décennie, avec les amateurs de jeux de combat, construisant leurs propres contrôleurs en assemblant des pièces détachées provenant de fabricants d'arcade comme Sanwa Denshi, Happ ou Seimitsu. Dans le même temps, le PC devient une plate-forme utilisée car de plus en plus performante en ce qui concerne l'émulation des jeux d’arcade, notamment avec l'émulateur MAME, placé dans des bornes d'arcade entièrement faites maison pour recréer totalement l'expérience arcade.
Vers la fin des années 2000, la popularité du jeu Street Fighter IV a considérablement ravivé l'intérêt de jouer aux jeux de combat dans les salles d'arcade. Pour répondre à la demande de contrôleurs d'arcade de qualité quand le jeu a été porté sur les consoles de salon et à la suite d'un accord de licence autour de la version console de salon Street Fighter IV, Mad Catz a produit le « Street Fighter IV FightStick Tournament Edition », le premier stick arcade pour console disponible dans le commerce en Amérique du Nord, qui inclut des pièces détachées d'arcade japonaises authentiques (marque Sanwa). Une version low-cost du contrôleur d'arcade Mad Catz a été commercialisée, mais conçue de telle sorte que les pièces peuvent facilement être remplacées, pour ceux qui veulent mettre, par la suite, des composants de meilleure qualité.

## Techniques de jeux

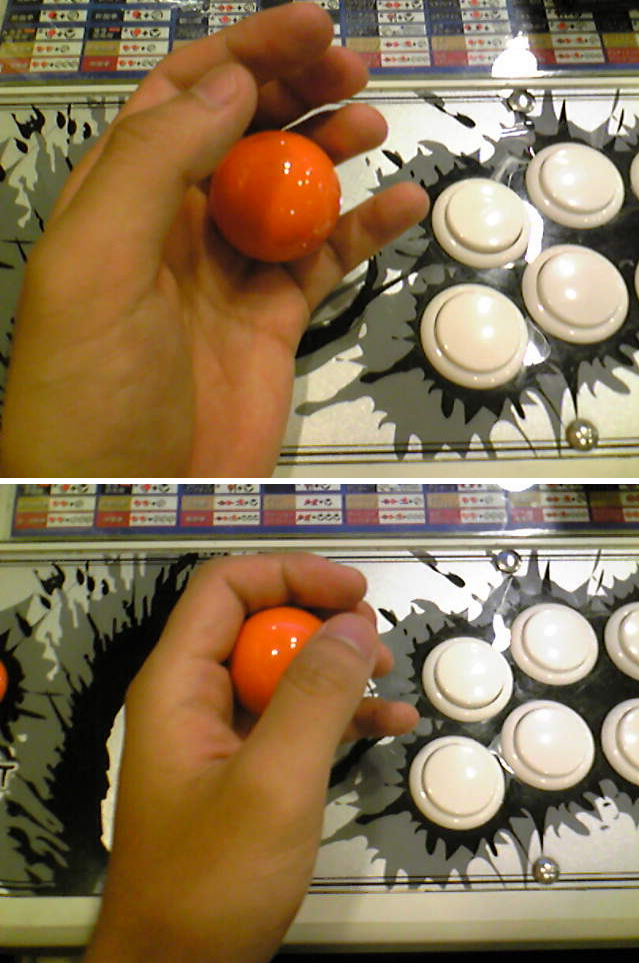
Prise type « umehara »

Il existe autant de techniques de prises du levier qu'il existe de joueurs. Il y a quelques grands principes, quelques prises en mains qui reviennent régulièrement chez tous les joueurs, mais chacun trouve la façon de tenir et utiliser le joystick, qui correspond le mieux à sa morphologie, son style de jeu qu'il a choisi de développer et au gameplay du jeu en question.
Il est cependant possible de différencier quelques grandes tendances. Tout d'abord, les deux types de joysticks, américain (matériel associé par exemple au fabricant Happ) et japonais (matériel associé par exemple au fabricant Sanwa et Seimitsu), ont entraînés par leurs différences techniques, de conceptions, mais aussi de jeux (gameplay) deux grands mouvements. Le style classique ou à l'américaine, et les différentes variations du style japonais.

### Prise classique
Prise « à l'américaine »
La main du joueur entoure le pommeau en forme de poire comme si c'était un micro, ou une épée, la tige et dans la paume de la main, les quatre doigts resserrant le pommeau et le pouce sur le haut resserre la tige pour former une clef et fermer la prise. Il est alors possible de pousser ou de tirer avec la paume de la main ou aller de droite à gauche…

### Prises japonisantes
Prise de type « verre de vin »
La tige est prise entre l'index et le majeur, la main enserre la boule par le dessous. On l’appelle ainsi par analogie avec une main portant un verre de vin.
Prise de type « bussashi »
Cette prise est similaire a la prise de type "verre de vin", mais cette fois la tige est entre le majeur et l'annulaire.
Prise de type « kabuse »
À l'inverse de la prise de type "verre de vin", la main enserre la boule par le dessus.
Prise de type « tsumami »
Prise par le bout des doigts uniquement, sans serrer avec la main, cette prise est recommandée pour les jeux avec des directions fixes (gauche/droite et inversement ; bas/haut et inversement).
Prise type « umehara »
La tige est entre l'annulaire et l'auriculaire, la main resserre le dessous de la boule par la gauche. Le nom umehara est en référence au célèbre joueur de jeux de combat Daigo Umehara.